# 薩摩硫黄島飛行場

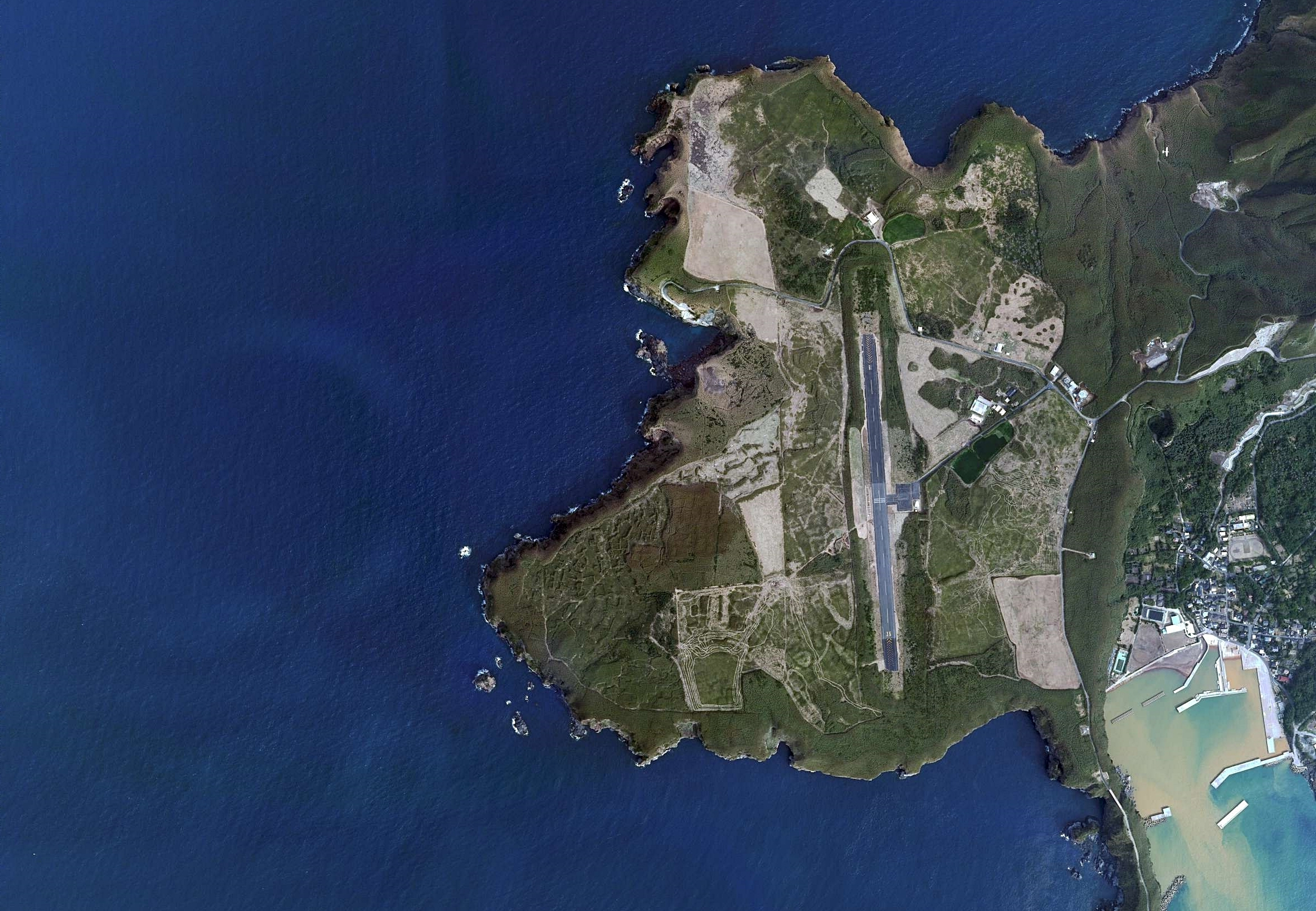
薩摩硫黄島飛行場上空の空中写真（2007年撮影）

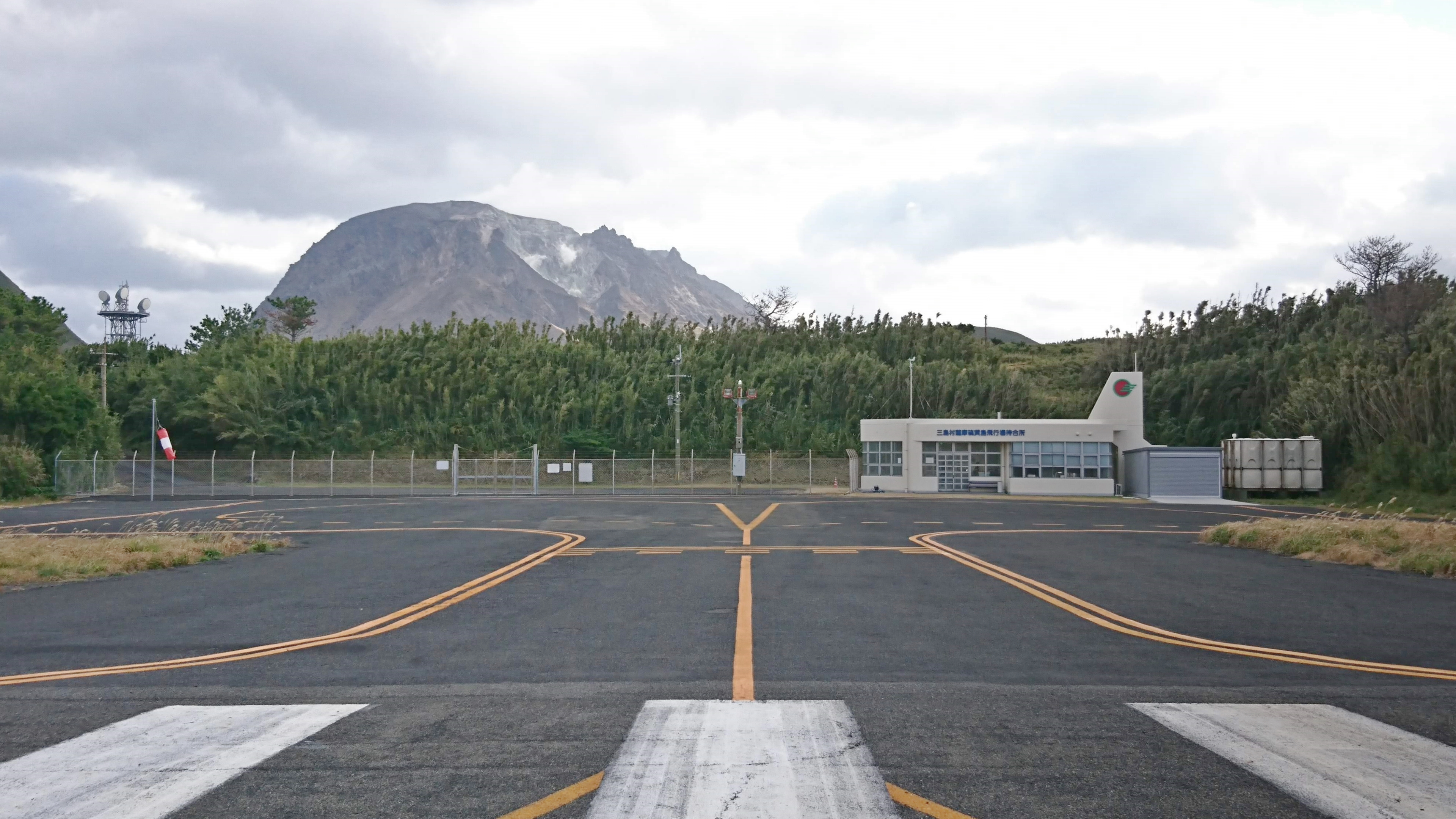
薩摩硫黄島飛行場から見る硫黄岳

三島村薩摩硫黄島飛行場（みしまむらさつまいおうじまひこうじょう）は鹿児島県鹿児島郡三島村（硫黄島）にあり、三島村が設置管理者となっている非公共用飛行場。
2023年（令和5年）6月より滑走路機能低下のため休止（休場）となった。

## 概要
同島の鬼界カルデラの西側丘陵を開拓し建設された。滑走路が600mであるため機材の制限が多く、小型機の利用が中心である。
新日本航空株式会社が鹿児島空港からセスナ172のパイロット1名による定期便（予約制で「特別便」と呼称されている）を、毎週2便（月・水）運航している。1機が定員3名（1名は操縦席）、運航日前日正午までに乗客の予約がない場合には運航は中止されるなどチャーター便（専属輸送）やエアタクシーのような柔軟な運航が行われている。それ以外の日時については、鹿児島空港からの予約制によるチャーター便も可能。
かつては東和航空によって枕崎飛行場（枕崎空港・2013年3月廃港）との間にチャーター便が運航されていたが、2003年4月に運航会社が休業したのち、2014年8月に新日本航空が就航するまで、実質休止状態の飛行場であった。

## 沿革
- 1973年9月4日 - 株式会社ヤマハリゾートによって飛行場完成、供用開始
- 1994年4月1日 - ヤマハリゾートから三島村に移管され、日本初の村営飛行場となる
- 1995年3月 - 現ターミナルビル竣工（平成6年度　特定離島ふるさとおこし推進事業）
- 2014年8月6日 - 新日本航空株式会社(NJA)により週一便（毎週水曜日）鹿児島空港線にて、定期チャーター便の運航が始まる
- 2015年4月13日 - 同社によって、週二便（毎週月・水曜日）となる[3]
- 2023年6月21日 - 新日本航空の鹿児島空港線が運休となる[4]

## 施設

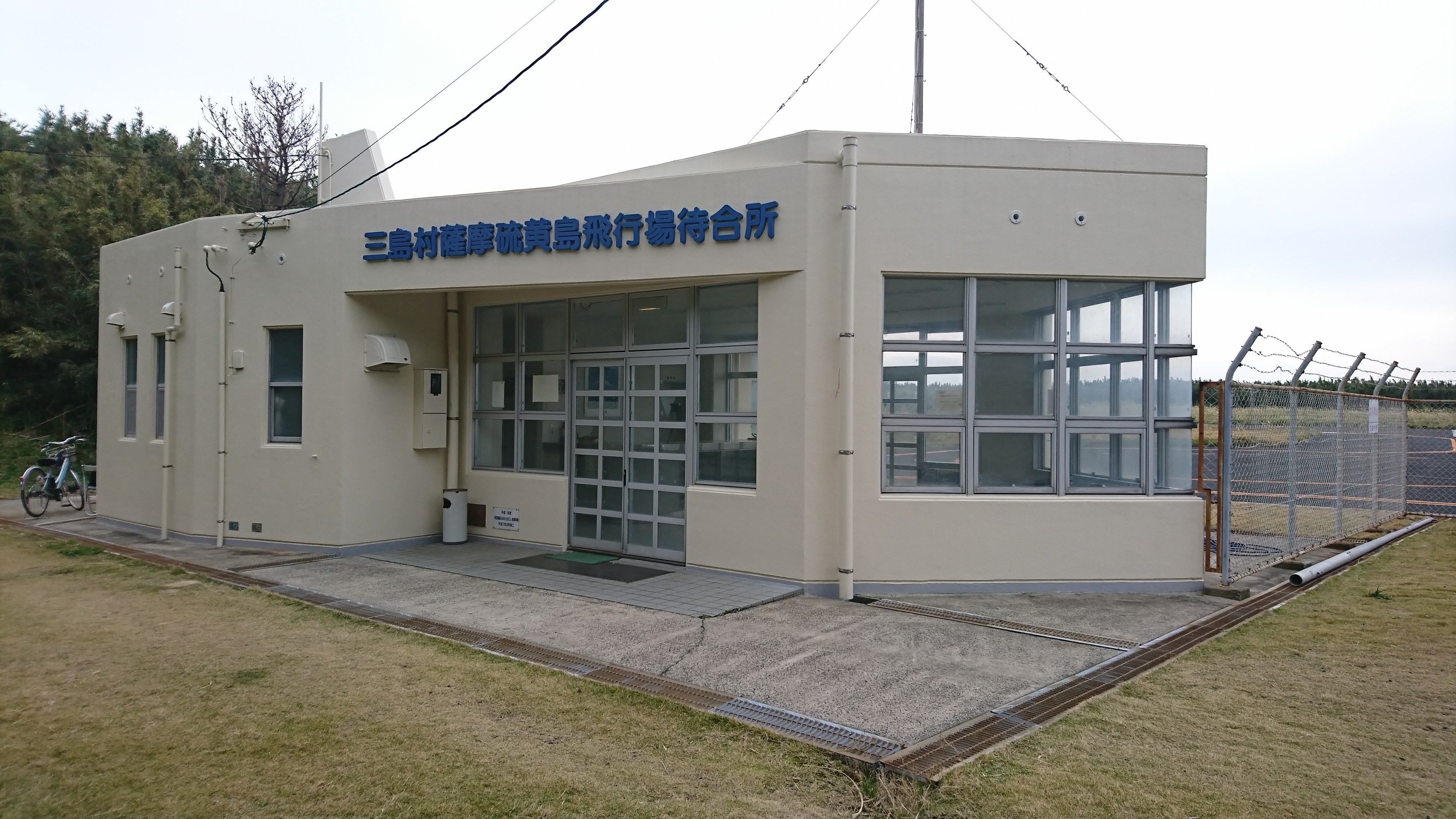
薩摩硫黄島飛行場待合室側
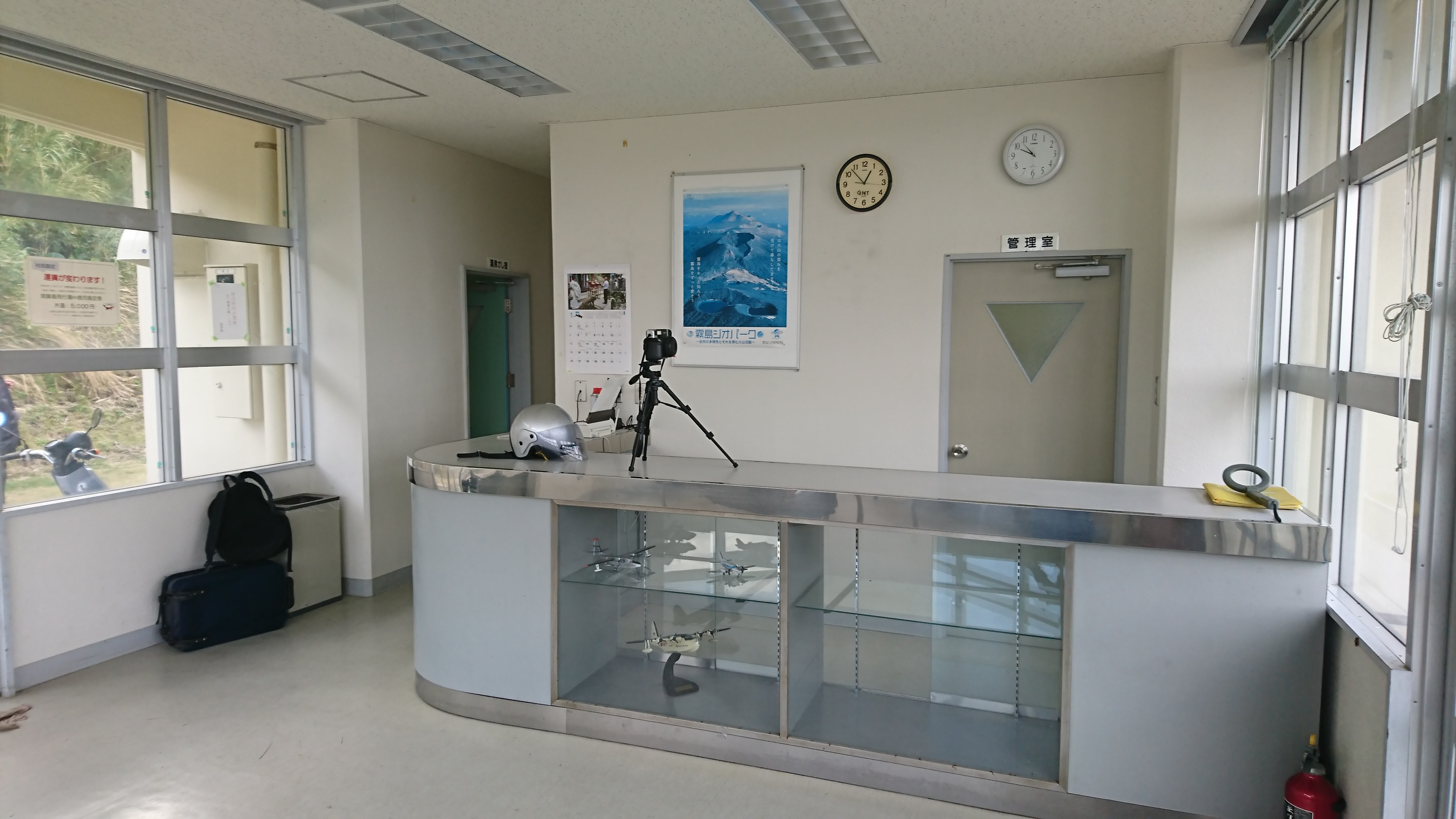
薩摩硫黄島飛行場待合室内
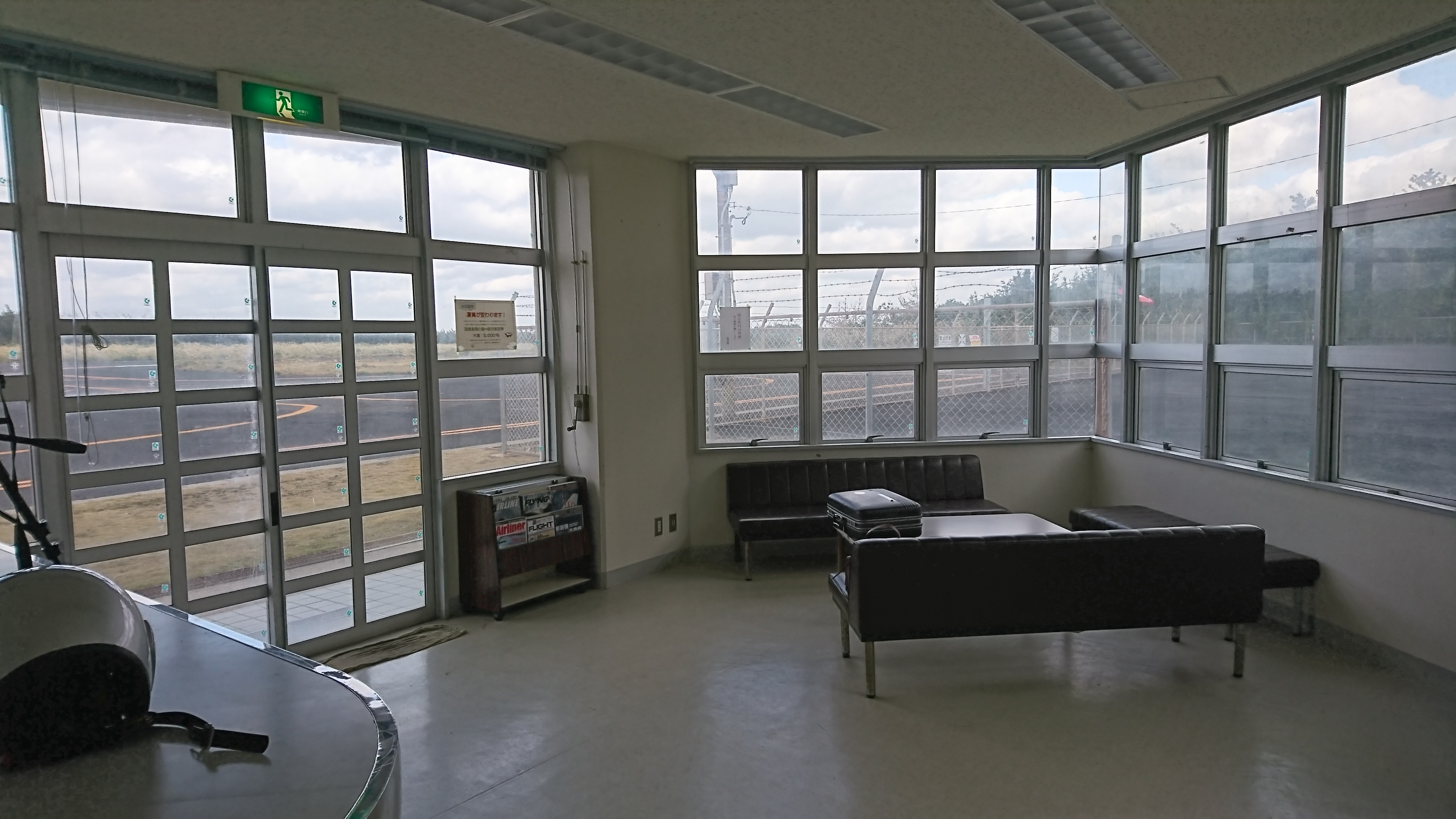
薩摩硫黄島飛行場待合室内
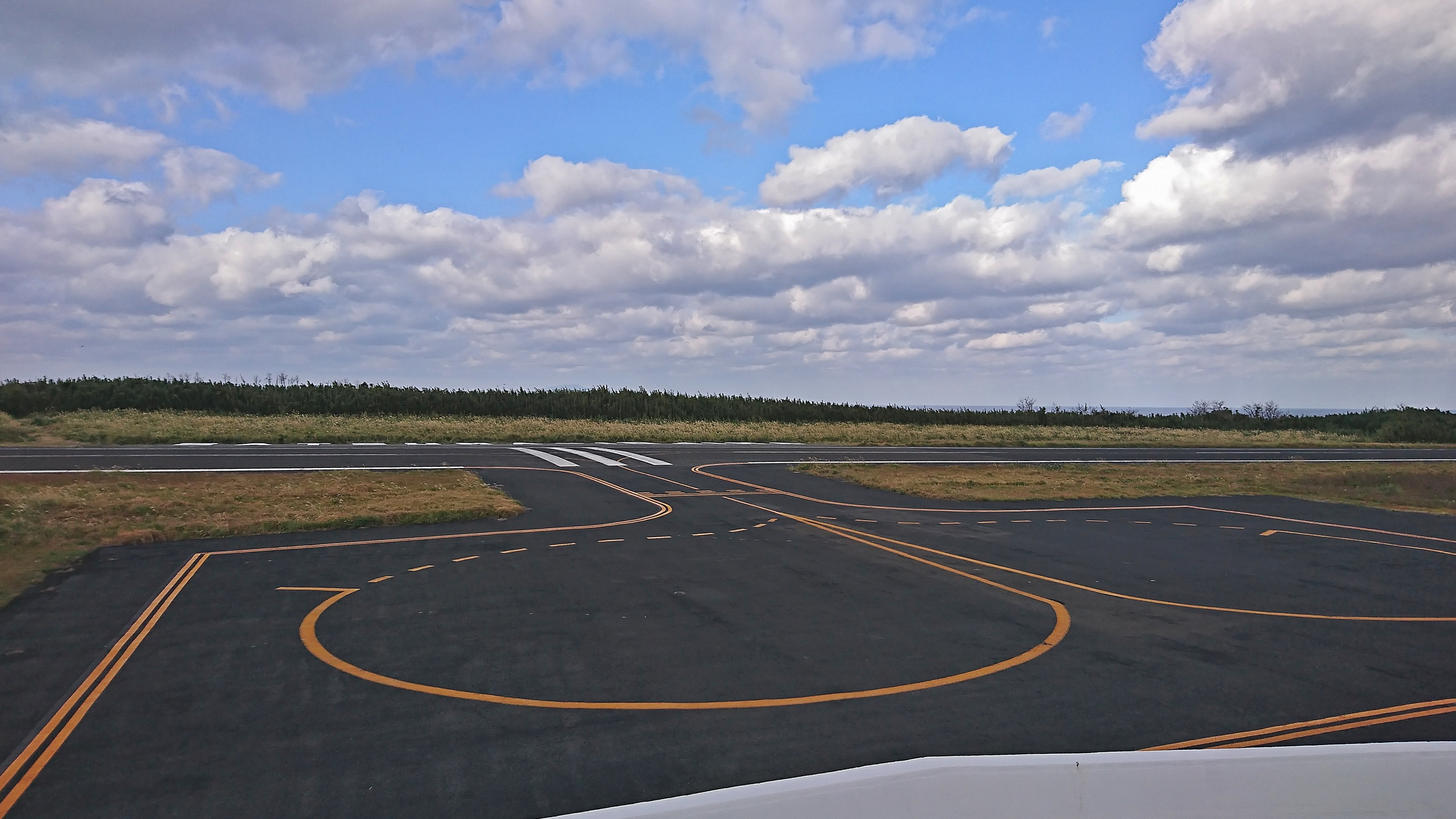
薩摩硫黄島飛行場エプロン

## 就航路線

### 現在の就航路線
- 新日本航空 （休航中）
  - 薩摩硫黄島ー鹿児島空港（毎週月・水曜日運航）使用機材はセスナ172

| 航空会社          | 就航地     |
| ----------------- | ---------- |
| 新日本航空（NJA） | 鹿児島空港 |

### かつての就航路線
- 日本内外航空
  - 薩摩硫黄島 - 鹿児島、屋久島（1日1便の不定期便）使用機材はBN-2。 1983年頃まで運航[5]。
- 日本コンチネンタル空輸
  - 薩摩硫黄島 - 枕崎飛行場（チャーター便運航）
- 東和航空
  - 1996年の日本コンチネンタル空輸撤退を受け、枕崎市内の建設関連業者5社が出資して設立した東和航空（枕崎市）が、2003年頃まで「セスナ172」2機によるチャーター便運航を枕崎飛行場との間で行っている。

## 事故
- 1997年11月6日正午頃、東和航空の枕崎飛行場（枕崎空港、現在の枕崎ヘリポート）行きセスナ スカイホークチャーター便が離陸直後に墜落。同機は大破したが、機長と乗客の計2名は無事だった。高度30mに到達した際に乗客が操縦桿を押し下げ操縦不能になったことが原因と推定されている。[6]乗客は現場から行方不明になり後日近くの海中で遺体で発見された。自殺と断定されている
- 2012年11月25日午前11時頃、屋久島空港から飛来した個人所有のFA-200（エアロスバル）が着陸に失敗、滑走路をオーバーランして仰向けになる事故が発生。4人が乗っていたが死者、重傷者はなし[7]。